# 외왕내제
외왕내제(外王內帝)는 외부적으로는 국왕을 칭하지만 내부적으로는 황제를 칭하는 이중 체제이다. 중국과의 외교 문제로 이러한 체제가 나타났다. 황제국을 지향하던 일본과 베트남이 이 과도적인 체제를 가장 오랫동안 유지하였다. 한국 왕조에도 이 체제가 있었다.

## 한국

### 삼국의 외왕내제
삼국의 왕들은 하늘에 제사를 지냈고, 군주를 대왕(大王) 폐하라 불렀다. 또한 왕의 죽음을 붕어라 하였다. 그리고 칠지도의 명문에는 일본왕(=왜왕)을 제후왕이라고 새겨져 있다. 신라와 고구려는 제후왕을 봉한 사례가 있다. 예를 들면 안승을 보덕왕으로 봉한 것을 들 수 있다. 삼국은 황제를 직접적으로 칭하진 않았지만, 황제에 버금가는 태왕 또는 대왕의 호칭을 사용하였다.

### 발해의 외왕내제
발해는 건국 이후 남북국 시대 때 황제국을 지향하였다. 정혜, 정효공주묘지명에는 부왕 문왕을 황상(皇上)으로 표현했다. 황상이란 말은 신하가 황제를 부를 때 사용하는 것이다. 문왕은 발해 역대 임금들이 그러했듯이 즉위 당시부터 대흥, 774년부터 보력, 780년대에 다시 대흥이란 연호를 사용했다.

### 고려의 외왕내제

#### 외왕내제 체제의 성립
고려는 건국 이후 황제국의 제도를 사용하였다. 태조는 스스로  제위에 올랐다고 건국 때 선포했다. 광종은 수도였던 개경을 황도(皇都)로 높여 부르고, 서경을 제2의 수도로 승격시켜 서도(西都)라 칭하였다. 고려는 초창기부터 임금이 자신을 부르는 호칭은 짐(朕), 임금의 명령은 조서(詔書), 임금의 호칭은 폐하(陛下), 임금의 아들은 태자(太子)로 정하는 등 황제국의 면모를 갖추었다. 그 뿐만 아니라, 묘호와 연호를 사용하며 고려가 천하의 중심임을 선포했다. 하지만 위협적이던 북방의 요나라 및 중요한 교역 상대이던 송나라와의 외교 마찰을 줄이기 위해, 외부적으로는 요, 송, 금 등에 국왕을 칭하기도 하였다. 그 결과 고려는 송나라의 문물과 여진의 강동 6주를 획득하는 등 외교적 실익을 취하였다. 이렇게 성립된 외왕내제 체제는 몽골 제국의 침입으로 간섭기에 접어들 때까지 3백년 가까이 유지되었다.

#### 외왕내제 체제의 붕괴
귀주 대첩 이후 전성기를 맞은 고려의 국제적 위상은 절정에 이르러 대국과의 외교 관계를 주도하는 한편, 주변국과 제후국을 아울러 견고한 질서를 확립하였으며 체제 역시 더욱 굳건하게 되었다. 외왕내제 체제가 무너진 이유는 몽골 제국의 대대적인 침략 때문이었다. 고려는 수십년간 초강대국 몽골 제국의 대군에 맞서 싸웠지만, 결국 항복하고 말았다. 그 후 국호를 대원(大元)으로 바꾼 몽골 제국은 고려의 태자가 원나라 공주와 결혼하도록 하였으며, 원나라의 부마국에 걸맞게 고려의 체제를 바꾸었다. 원나라의 간섭으로 인해 임금이 스스로를 부르는 호칭은 고(孤), 임금의 호칭은 전하(殿下), 임금의 아들은 세자(世子)로 낮추어 부르게 되었다. 또한, 원나라는 묘호에 조(祖), 종(宗)을 사용하는 것은 황제의 전유물이라 하여 금지시키고, 시호에는 원나라에 대한 충성심을 보이기 위해 앞에 충(忠)자를 붙이도록 하였다. 이로써 외왕내제 체제는 공식적으로 종결되었다.

### 조선의 대군주
1895년 1월 7일(고종 31년 음력 12월 12일) 〈홍범 14조(洪範十四條)〉를 발표하면서 중국과의 종·번(宗藩) 관계를 끝낸다고 선포하고 '대군주'라는 칭호를 쓰게 되었다. 이로써 국왕과 관계된 각종 격식을 제후왕이 아닌 황제에 준하는 것으로 바꾸되 칭호만 황제보다 낮은 형태가 되었다. 대군주 칭호의 도입과 더불어 '대군주 폐하', '왕태후 폐하', '왕후 폐하', '왕태자 전하', '왕태자비 전하' 같은 칭호와 호칭이 도입됐다. 또 '전문(箋文)'은 '표문(表文)'으로 격상됐고, '과인(寡人)'은 '짐(朕)'으로, 대군주의 명령은 황제와 마찬가지로 '칙(勅·敕)'이라고 부르게 하였다.

## 베트남
베트남은 중국의 압력으로 인해 외부적으로 국왕을 칭하였지만, 내부적으로는 오랫동안 황제국의 체제를 유지하였다. 고려와 마찬가지로 외교적 마찰이 있을 때는 대외적으로 국왕이라 하였고 그 외에 다른 동남아시아 국가에는 황제국을 선포하였다.

## 일본
일본은 외부적으로는 일본 국왕이라는 호칭으로 교역을 했고, 내부에서는 천황이라는 황제의 호칭이 있었지만, 천황 본인이 외부 호칭으로 국왕을 사용한 것은 아니고 주로 그 밑의 친왕이나 쇼군이 국왕을 칭했다. 14세기 감합무역에 사용된 '일본 국왕'은 천황이 아니라 막부의 쇼군을 지칭하는 용어였다. 일본이 외왕내제를 쓴 하나의 예를 들면 일본 막부의 쇼군인 아시카가 요시마사는 조선에 보낸 서한에서 조선 군주를 "폐하"라고 불렀고, 세조를 조선 국황(朝鮮國皇) 그리고 아시카가 자신을 아국황(我國皇)이라 불렀다. 조선의 경우에는 이러한 상황을 어느 정도 파악하고 있었으며, 때문에 천황을 따로 왜왕(倭王) 등으로 호칭하였다. 그러나 조선의 입장에서 직접적으로 마주치는 대상은 결국 실권자인 쇼군인지라 이에 대해서 크게 신경 쓰지는 않았다.

## 같이 보기
- 한자 문화권
- 소중화사상
- 만달라 체제
- 중국화
- 중화사상
- 책봉체제
- 두 황제 문제
- 보편군주제
- 로마인의 왕
- 바실레우스